# Chorisepalum sipapoanum
Chorisepalum sipapoanum là một loài thực vật có hoa trong họ Long đởm. Loài này được (Maguire) Struwe & V.A.Albert mô tả khoa học đầu tiên năm 1999.